# 遠州トラック
遠州トラック株式会社（えんしゅうとらっく、英: Enshu Truck Co., Ltd. ）は、静岡県袋井市に本社を置く一般貨物運送を行う企業である。住友倉庫グループの企業でもある。

## 主力製品・事業
- 国内物流
- 海外物流（中国）
- 引越しサービス（「しまうまの引越し便」として展開）

## 主要事業所
- 本社 - 静岡県袋井市木原22-1
- 営業所 - 袋井市、掛川市、浜松市、湖西市、富士市、藤枝市、さいたま市、蓮田市、横浜市、小田原市、厚木市、千葉市、東京都港区、一宮市、高岡市、摂津市、市原市、海老名市

## 沿革
- 1965年8月 - 遠州トラック株式会社を設立。
- 1995年4月 - 株式を店頭公開（現在のジャスダック）。
- 2006年9月 - 株式公開買付け（TOB）により住友倉庫の子会社になる。

## 主要関係会社

### 国内グループ企業
- 遠州トラック関西株式会社
- 株式会社藤友物流サービス
- 小笠運送株式会社

### 関係会社
- 株式会社住友倉庫